# Майтобе (Актюбинская область)
Майтобе (каз. Майтөбе) — село в Хромтауском районе Актюбинской области Казахстана. Административный центр Коктобинского сельского округа. Код КАТО — 156037100.

## Население
В 1999 году население села составляло 614 человек (305 мужчин и 309 женщин). По данным переписи 2009 года, в селе проживало 426 человек (212 мужчин и 214 женщин).